# Heinrich Clemens von Starschedel
Heinrich Clemens von Starschedel (gestorben 26. Mai 1731 in Lodersleben) war ein deutscher Hofbeamter. Er war Reise- und Hausmarschall sowie Oberschenk des Herzogs von Sachsen-Weißenfels und Rittergutbesitzer.

## Leben
Er stammte aus dem Adelsgeschlecht Starschedel und war der Sohn des Kammerrates Haubold Heinrich von Starschedel (gestorben 9. März 1711 in Eisenach). Dieser war Besitzer eines Erbzinslehngutes in Lodersleben, das er seinen Kindern hinterließ.
1712 löste Heinrich Clemens von Starschedel gegen Barzahlung der Summe von 1000 Talern alle bestehenden Ansprüche des Herzogs Christian von Sachsen-Weißenfels auf das Erbzinslehngut Lodersleben ab, einigte sich mit seinen Geschwistern über die alleinige Übernahme des Gutes und erreichte dessen Belehnung durch die Lehnskanzlei Weißenfels. Dieses Gut wurde auch als Oberschäferei bezeichnet. Es war gemeinsam mit anderen Gütern zwischen 1674 und 1677 in den Besitz der Familie gelangt.
Als er starb, hinterließ er neben der Witwe Johanna Sibylla von Starschedel geb. Marschall folgende vier, teilweise noch unmündige Kinder: Heinrich Clemens (* 1715), Johanna Christiana (* 1716), Johanna Charlotta (* 1718) und Christian Heinrich Wilhelm vor Starschedel (* 1723). Aufgrund deren Unmündigkeit erhielten sie den Kreishauptmann und Direktor des Querfurtischen Kreises Christoph Johann von Münchhausen zu Gatterstädt zum Lehnsvormund bestallt, der deren Interessen vertrat. Sie übernahmen gemeinsam die Oberschäferei in Lodersleben.
Die beiden anderen freien Allodial-Rittergüter in Lodersleben, das Schuttsackische und das Marschallische, hatte Heinrich Clemens von Starschedel bereits am 19. August 1722 an den preußischen wirklichen Geheimen Etats- und Kriegsrat sowie Regierungspräsidenten des Herzogtums Magdeburg, Niclas Bartholomaes Freiherr von Danckelmann (1650–1739), gewinnbringend verkauft.